# Zławieś Wielka
Zławieś Wielka – wieś w Polsce położona w województwie kujawsko-pomorskim, w powiecie toruńskim, siedziba gminy Zławieś Wielka.

## Podział i demografia
W latach 1975–1998 miejscowość administracyjnie należała do województwa toruńskiego. Przez miejscowość prowadzi droga krajowa nr 80, która łączy Toruń z Bydgoszczą. Wieś jest siedzibą gminy Zławieś Wielka. Według Narodowego Spisu Powszechnego (III 2011 r.) liczyła 955 mieszkańców. Jest szóstą co do wielkości miejscowością gminy Zławieś Wielka.

## Historia
Miejscowość leży na pograniczu Kujaw oraz Pomorza i historycznie była związana z ziemią chełmińską na Pomorzu Nadwiślańskim. Ma metrykę średniowieczną i istnieje co najmniej od pierwszej połowy XIV wieku. Wymieniona została po raz pierwszy w dokumencie z 1414 jako "Boszendorff, Bosendorf, Bossendorff, Bozendorf, Posendorf" oraz w 1457 "Bozendorff id est Zlawyesz, Zlawiesz".
Od 1226 po sprowadzeniu na Mazowsze zakonu krzyżackiego przez księcia mazowieckiego Konrada I tereny, na których leży miejscowość w XIII-XV wieku znalazły się we władaniu krzyżaków. Później zakon toczył długoletnie wojny o nie z Koroną Królestwa Polskiego. W 1414 w czasie wojny głodowej wyceniono szkody wojenne w Złej Wsi na 330 grzywien. W 1416 odnotowana została Małgorzata, polska pani ze Złej Wsi.
W 1428 miejscowość była własnością zakonną leżącą w komturii toruńskiej i liczyła 9 łanów opuszczonych. W latach 1437-1438 wieś miała 36 łanów chłopskich płacących po połowie grzywny od łanu, z tego 20 łanów było osiadłych, a 16 opuszczonych. We wsi stała karczma, z której karczmarz płacił 3 wiardunki. W 1447 czynsz ze wsi wyniósł 11 grzywien i trzy skojce, a z młyna pływającego pobrano 5 grzywien. 
W 1454 po wybuchu wojny trzynastoletniej toczonej pomiędzy państwem zakonu krzyżackiego, a Koroną Królestwa Polskiego miejscowość zajęta została przez wojska koronne. W 1457 w spisie dawnych własności zakonnych, sporządzonym przez radę miasta Torunia, Zła Wieś znalazła się wśród wsi, o które miasto nie poprosiło króla polskiego Kazimierza IV Jagiellończyka. Czynsz ze wsi wraz z młynem wyniósł 11 grzywien i 3 skojce. 
W 1466 na mocy traktatu toruńskiego podpisanego po zakończonej wojnie trzynastoletniej miejscowość została włączona do Korony Królestwa Polskiego. W 1558 miasto Toruń nadało Wojesławowi Szeszczułce prawo wybudowania młyna zbożowego o dwóch kołach wodnych. W 1570 miejscowość była własnością miasta Torunia i liczyła 37 łanów chłopskich, zamieszkiwało ją 13 chłopów, 13 zagrodników oraz 13 komorników.
Wskutek I rozbioru Polski w 1772, miejscowość przeszła pod władanie Prus i jak cała ziemia chełmińska znalazła się w zaborze pruskim. Po rozbiorach Polski miejscowość nazywała się w (języku niemieckim Groß Bösendorf.

## Charakterystyka
W miejscowości znajduje się neogotycki kościół z roku 1898, należący przed wojną do wspólnoty ewangelickiej. We wnętrzu znajdują się drewniane figury świętych Piotra i Pawła z XIX wieku. Obecna wieża, wzorowana na toruńskiej katedrze, została zbudowana w roku 1936 po runięciu wcześniejszej, wyższej wieży w czasie huraganu. Na terenie wsi zlokalizowany jest nieczynny cmentarz ewangelicki.
Znajdują się w niej również Zespół Szkół w Złejwsi Wielkiej, składający się ze Szkoły Podstawowej im. Kornela Makuszyńskiego i z Gimnazjum im. ks. Jana Twardowskiego (tuż obok wspomnianego kościoła), przychodnia, jeden z oddziałów Banku Spółdzielczego SGB w Toruniu oraz jeden z budynków Poczty Polskiej. Miejscowość znana jest też z tego, że istnieje tu zakład słynący z produkcji soków z marchwi firmy Marwit (przy drodze krajowej nr 80, od strony Torunia).

## Galeria zdjęć

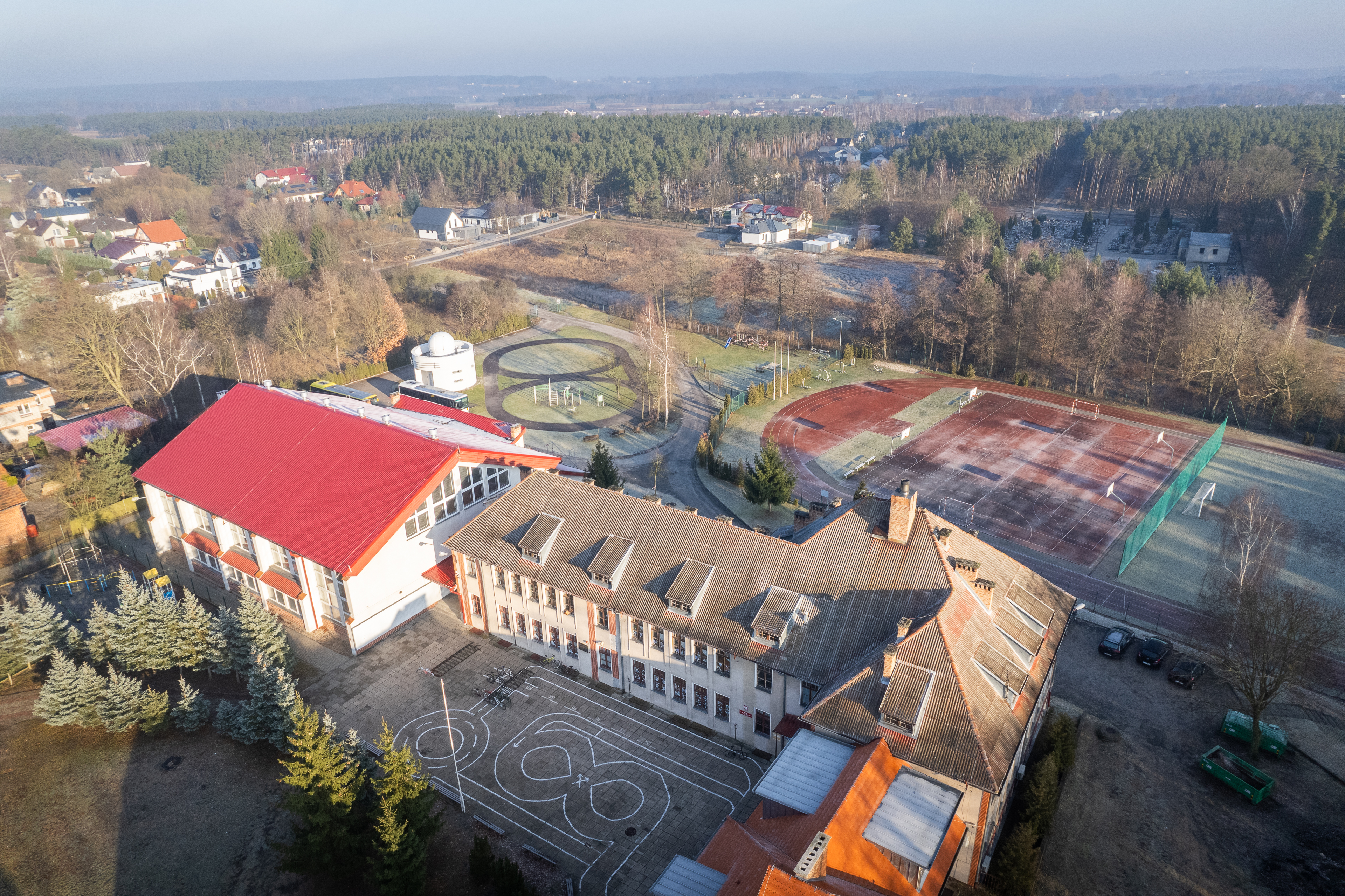
Szkoła podstawowa
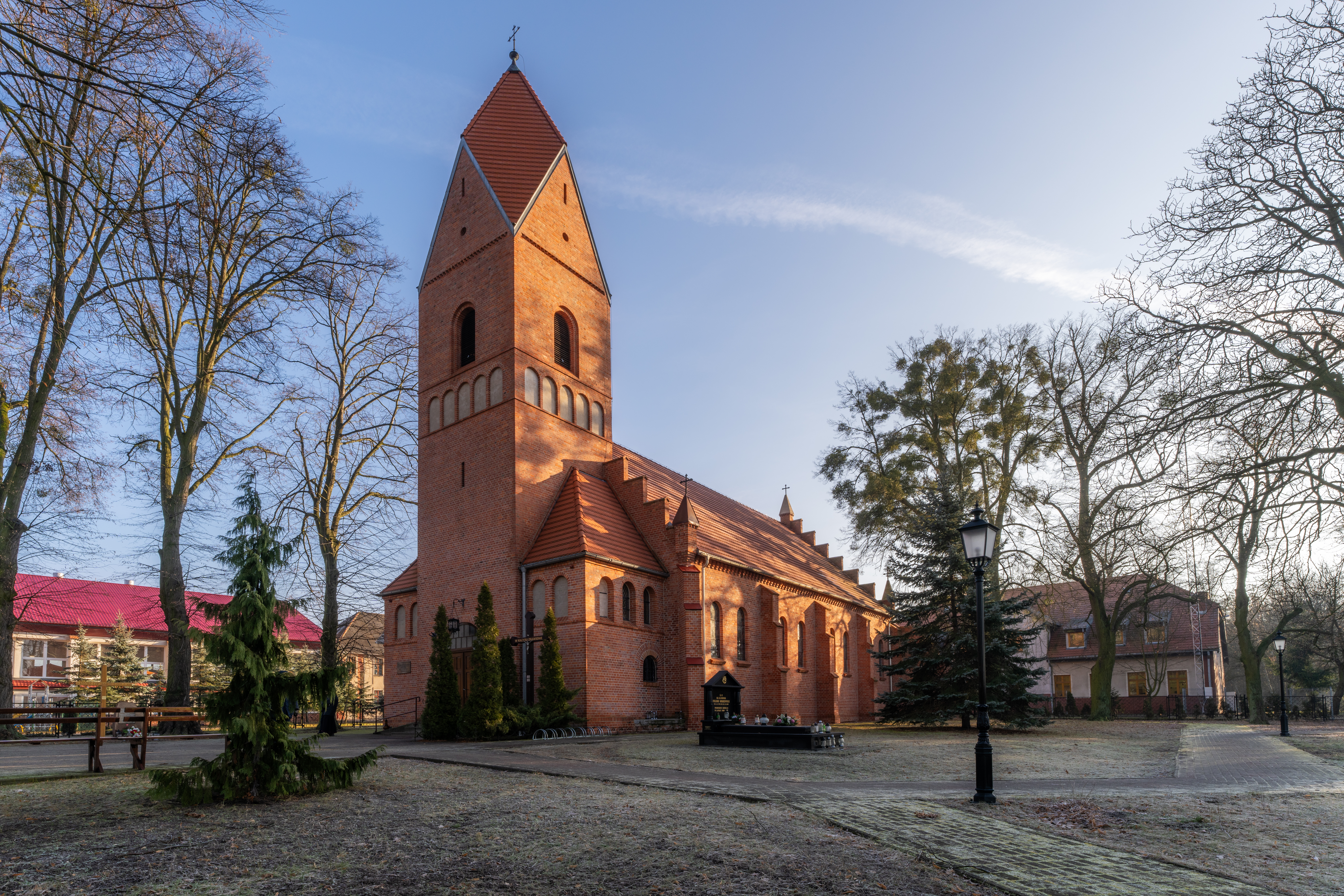
Kościół św. Stanisława Kostki
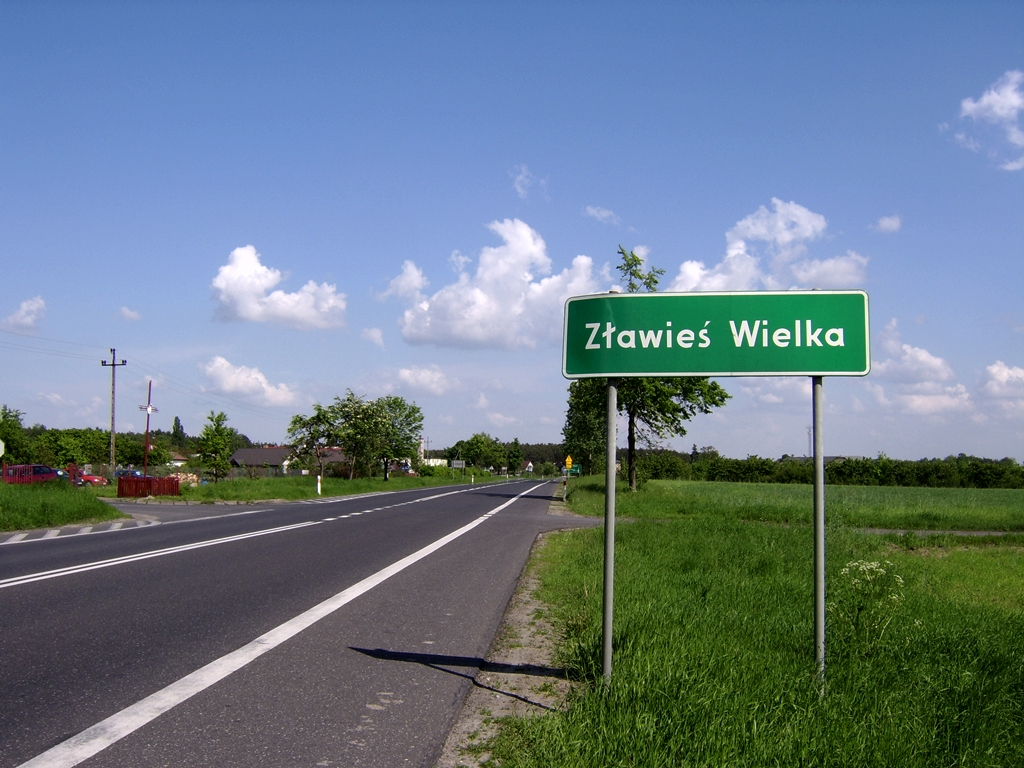
Tablica miejscowości